# Systembolaget
Systembolaget (); colloquialmente conosciuta in svedese come systemet (il sistema) o bolaget (l'azienda); la cui traduzione letterale è "azienda del sistema", è una azienda pubblica di proprietà del governo svedese che detiene in Svezia il monopolio della vendita di bevande alcoliche da asporto con gradazione alcolica superiore a 3,5%. L'età minima per l'acquisto di alcolici presso i negozi Systembolaget è di 20 anni. Deroghe al monopolio esistono per i duty free agli aeroporti e per esercizi pubblici come pub, bar e ristoranti. In questi ultimi, le bevande devono essere servite al bicchiere o in bottiglie aperte e l'asporto è proibito. Nei locali pubblici l'età minima per l'acquisto è stabilita dal gestore e non può comunque essere inferiore a 18 anni.